# Uranil-metafoszfát
Az uranil-metafoszfát az urán, foszfor és oxigén szervetlen vegyülete, az urán foszfátjainak egyike, képlete [UO2(PO3)2]n. Ez a hosszú láncokból álló vegyület az UO2(H2PO4)2·3H2O hőbomlása során keletkezik. Kettős sói, például a NaUO2(PO3)3 és a CsUO2(PO3)3 is ismertek.
Magasabb hőmérsékleten, oxigén felszabadulása közben UP2O7-ra bomlik.

## Fordítás
Ez a szócikk részben vagy egészben  az   Uranium phosphate című angol Wikipédia-szócikk ezen változatának fordításán alapul.  Az eredeti cikk szerkesztőit annak laptörténete sorolja fel. Ez a jelzés csupán a megfogalmazás eredetét és a szerzői jogokat jelzi, nem szolgál a cikkben szereplő információk forrásmegjelöléseként.